# Gil Troy
Gil Troy (Queens, 1961) è un politologo e storico statunitense.
È docente di storia alla McGill University e professore ospite alla Brookings Institution. Autore di nove libri, ha scritto articoli per il New York Times, il Wilson Quarterly e New Republic, è redattore sul Jerusalem Post e cura una rubrica per il The Daily Beast sulla storia dimenticata. Ha insegnato al Bipartisan Policy Center di New York ed è stato membro del direttivo della rivista History News Network.

## Biografia
Dopo aver frequentato la Jamaica High School a Queens, conseguì laurea, master e dottorato all'Università di Harvard.
Nel 1988 fu nominato docente di storia ad Harvard, e, due anni più tardi, alla McGill University. Troy pubblicò sette libri sulla presidenza americana e la storia delle relative campagne elettorali, tra cui le biografie di Ronald Reagan e di Hillary Clinton, nonché l'edizione riveduta della guida di riferimento alle elezioni presidenziali americane, in precedenza date alle stampe dallo storico Arthur M. Schlesinger Jr..
The History News Network lo ha nominato uno dei primi "migliori giovani storici", mentre il Maclean's Magazine lo ha ripetutamente identificato come uno dei "popolari Profs" della McGill.
Troy è sposato con l'avvocato Linda Adams, figlia dell'immobiliarista canadese Marcel Adams. La coppia vive a Gerusalemme con i propri quattro figli.

Gil Troy è il fratello di Dan Troy e di Tevi Troy, amministratore delegato dell'American Health Policy Institute

## Sionismo
Autore dei volumi Why I am a Zionist e Moynihan's Moment: America's Fight Against Sionism as Racism, Troy è un esponente di spicco nel dibattito sul Sionismo e sul futuro di Israele. È stato un ricercatore del Centro Shalom Hartman e ha contribuito a fondare il programma Engaging Israel.
La rivista Jewish Ideas Daily ha descritto il libro Moynihan's Moment come uno dei suoi "migliori libri" del 2012, che due anni dopo è stato premiato con il JI Segal Award nella categoria delle pubblicazioni non romanzesche in lingua inglese su temi ebraici. Il suo articolo Democracy, Judaism and War ha vinto un Simon Rockower Award 2014 come miglior commento singolo.